# Hexatoma solor
Hexatoma solor là một loài ruồi trong họ Limoniidae. Chúng phân bố ở miền Tân bắc.